# Gmina Biała Piska
Die Gmina Biała Piska [ˈbʲawa ˈpʲiska]ⓘ ist eine Stadt-und-Land-Gemeinde im Powiat Piski der Woiwodschaft Ermland-Masuren in Polen. Ihr Sitz ist die gleichnamige Stadt (deutsch Bialla) mit etwa 4000 Einwohnern.

## Geographie

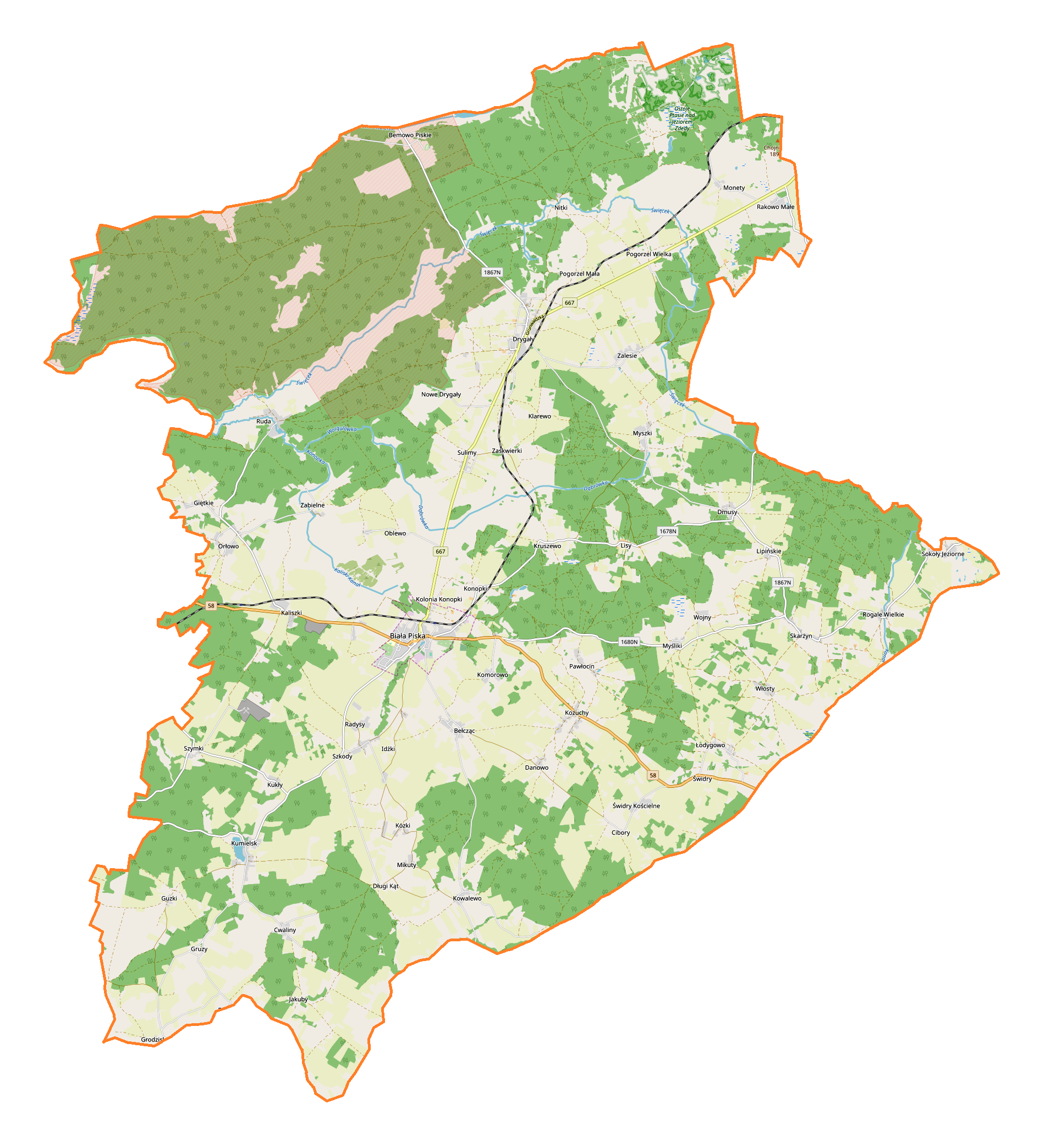
Karte der Gemeinde

Die Gemeinde liegt im Süden der Woiwodschaft und grenzt dort an die Podlachien. Die Kreisstadt Pisz (Johannisburg) liegt acht Kilometer westlich. Nachbargemeinden sind im Powiat Piski die Pisz im Westen und Orzysz im Norden, im Powiat Ełcki Ełk im Nordosten und Gmina Prostki im Osten sowie in der Woiwodschaft Podlachien im Powiat Grajewski Szczuczyn im Südosten, im Powiat Kolneński Grabowo im Süden und Kolno im Südwesten Piecki.
Die Gemeinde hat eine Fläche von 420,1 km², die zu 50 Prozent land- und zu 40 Prozent forstwirtschaftlich genutzt wird. Sie grenzt im Nordwesten an den 1888 Hektar großen Roś (Roschsee, Warschausee). Auf ihrem Gebiet befindet sich kein erwähnenswerter See. Den Norden durchziehen einige Flüsschen, die in den Roś entwässern, wie der Święcek. Die Landschaft gehört zur Puszczta Piska (Johannisburger Heide).

## Geschichte
Die Landgemeinde wurde 1973 aus verschiedenen Gromadas wieder gebildet. Stadt- und Landgemeinde wurden 1990/1991 zur Stadt-und-Land-Gemeinde zusammengelegt. Ihr Gebiet gehörte von 1946 bis 1975 zur Woiwodschaft Olsztyn und anschließend bis 1998 zur Woiwodschaft Suwałki, der Powiat wurde 1975 aufgelöst. Zum 1. Januar 1999 kam die Gemeinde zur Woiwodschaft Ermland-Masuren und wieder zum Powiat Piski.

## Gliederung
Die Stadt-und-Land-Gemeinde Biała Piska besteht aus der Stadt selbst, der Siedlung (osiedle) Bemowo Piskie und 47 Dörfern (deutsche Namen amtlich bis 1945) mit Schulzenamt (sołectwo):
Siedlungen / Osiedla
- Biała Piska Osiedla Nr 1 – (Bialla)
- Biała Piska Osiedla Nr 2 – (Bialla)
- Bemowo Piskie – (bis 1955 Karczmisko; Schlagakrug)

Schulzenämter / Sołectwa
- Bełcząc (Belzonzen,
 1938–1945 Großdorf)
- Cibory (Czyborren,
 1938–1945 Steinen)
- Cwaliny ((Groß) Zwalinnen,
  1938–1945 Schwallen)
- Danowo (Dannowen,
 1938–1945 Siegenau)
- Dmusy (Dmussen,
 1938–1945 Dimussen)
- Drygały (Drygallen,
 1938–1945 Drigelsdorf)
- Giętkie (Gentken)
- Gruzy (Gruhsen)
- Guzki (Gusken)
- Kaliszki (Kallischken,
 1938–1945 Flockau)
- Kolonia Kawałek
- Komorowo (Kommorowen,
 1938–1945 Ebhardtshof)
- Konopki (Konopken,
 1938–1945 Mühlengrund)
- Kowalewo (Kowalewen,
 1938–1945 Richtwalde)
- Kózki (Kosken)
- Kożuchy (Kosuchen,
 1938–1945  Kölmerfelde)
- Kruszewo (Krussewen,
 1938–1945 Erztal)
- Kumielsk (Kumilsko,
 1938–1945 Morgen)
- Lipińskie (Lipinsken,
 1938–1945 Eschenried)
- Lisy (Lissen,
 1938–1945 Dünen)
- Łodygowo (Lodigowen,
 1938–1945 Ludwigshagen)
- Mikuty (Mykutten,
 1938–1945 Mikutten)
- Monety (Monethen)
- Myśliki (Fröhlichen)
- Myszki (Mysken,
 1938–1945 Misken)
- Nitki (Nittken)
- Nowe Drygały (Neu Drygallen,
 1938–1945 Neudrigelsdorf)
- Oblewo (Oblewen,
 1938–1945 Kolbitzbruch)
- Orłowo (Orlowen,
 1930–1945 Siegmunden)
- Pawłocin (Pawlozinnen,
 1938–1945 Paulshagen)
- Pogorzel Mała (Klein Pogorzellen,
 1938–1945 Brandau)
- Pogorzel Wielka (Groß Pogorzellen,
 1907–1930 Groß Brennen,1930–1945 Brennen)
- Radysy (Radishöh)
- Rakowo Małe (Köllmisch Rakowen,
 1938–1945 Köllmisch Rakau)
- Rogale Wielkie (Groß Rogallen)
- Ruda (Ruhden)
- Skarżyn (Skarzinnen,
 1938–1945 Richtenberg)
- Sokoły Jeziorne (Sokollen (S),
 1938–1945 Rosensee)
- Sulimy (Sulimmen)
- Świdry (Schwiddern)
- Świdry Kościelne
- Szkody (Skodden,
 1938–1945 Schoden)
- Szymki (Symken,
 1938–1945 Simken)
- Włosty (Wlosten,
 1938–1945 Flosten)
- Wojny (Woynen,
 1938–1945 Woinen)
- Zabielne (Sabielnen,
 1938–1945 Freundlingen)
- Zalesie (Salleschen,
 1938–1945 Offenau)

Kleinere Ortschaften
Kleinere Ortschaften ohne Sitz eines Schulzenamtes sind:
- Cwalinki (Klein Zwalinnen/Kleinschwallen)
- Dąbrówka Drygalska (Dombrowken/Altweiden)
- Długi Kąt (Dlugikont/Klarheim)
- Grodzisko (Grodzisko/Burgdorf)
- Iłki (Annafelde)
- Jakuby (Jakubben)
- Klarewo (Klarashof)
- Kolonia Konopki
- Kożuchowski Młyn (Wassermühle Kosuchen/Mühle Kölmerfelde)
- Kukły (Kuckeln)
- Oblewo (Kolonia)
- Rolki (Rollken)
- Sokoły (Sokollen (K)/Falkendorf (Ostpr.))
- Szkody-Kolonia
- Zaskwierki (Jurgasdorf)
- Zatorze.

Untergegangene Orte
- Bagieńskie (Bagensken/Lehmannsdorf)
- Brzózki Wielkie (Groß Brzosken/Birkenberg)
- Kosaki (Kossaken/Wächtershausen)
- Lisaki (Lissaken/Drugen)
- Pożegi (Poseggen)
- Sołdany (Soldahnen)

## Verkehr
Wichtigste Straße ist die Landesstraße DK58 von Olsztynek  (Hohenstein) nach Szczuczyn in der Woiwodschaft Podlachien. In Biała Piska zweigt die Woiwodschaftsstraße DW667 nach Ełk (Lyck) ab.
An der Bahnstrecke Olsztyn–Ełk (Allenstein–Lyck) bestehen die Bahnstationen Kaliszki (Kallischken), Biała Piska, Drygały (Drygallen) und Pogorzel Wielka (Groß Pogorzellen).
Die nächsten internationalen Flughäfen sind Danzig und Warschau.